# 専修寺名古屋別院
専修寺名古屋別院（せんじゅじなごやべついん）は愛知県名古屋市西区那古野一丁目にある真宗高田派の寺院。山号は高田山（たかださん）。本尊は阿弥陀如来立像で恵心僧都作と伝わる。

## 歴史

### 近代以前
正保4年（1647年）、専稱院義起玄怒によって尾張国皆戸町（現在の名古屋市中区丸の内付近）に臨光山信行院として創建された。明暦3年（1657年）、元は東本願寺の末寺で前年に高田派へ転じた順正寺を合併して現在地に移転。
享保9年（1724年）5月13日にこの地を襲った大火によって焼失。元文3年（1738年）には一旦無住となったが、華厳三味院松溪巍堂によって再建され、専修寺第17世円猷の許可を受けて元文4年（1739年）6月8日に高田本坊と改めた。当時の敷地は現在の円頓寺通（圓頓寺筋）に面しており、このことから圓頓寺筋を御本坊筋とも呼んだとされる。
御坊となってからは尾張・三河・美濃に末寺73ヶ寺を数え、江戸時代後期から明治時代にかけて本堂の再建などが進められた。

### 近代
明治末から昭和初期にかけては「愛知別院」を称して愛知県における高田派の拠点となったが、1945年（昭和20年）1月3日の空襲によって本堂を焼失。3月の空襲では山門や鐘楼など一部を残して全山を焼失した。1952年（昭和27年）から堂宇の再建を進めるとともに、愛知別院を名古屋別院に改めている。